# Dinamarca nos Jogos Olímpicos de Verão de 2020
A Dinamarca está representada nos Jogos Olímpicos de Verão de 2020 por um total de 102 desportistas que competem em 16 desportos. Responsável pela equipa olímpica é o Comité Olímpico Nacional da Dinamarca, bem como as federações desportivas nacionais da cada desporto com participação.
Os portadores da bandeira na cerimónia de abertura foram o regatista Jonas Warrer e a atleta Sara Petersen.

## Medalhistas
A equipa olímpica da Dinamarca tem obtido seguintes medalhas:
| Nome                             | Desporto | Competição               |
| -------------------------------- | -------- | ------------------------ |
| Prata                            |          |                          |
| Jesper Hansen                    | Tiro     | Skeet M                  |
| Bronze                           |          |                          |
| Frederic Vystavel Joachim Sutton | Remo     | Dois sem timonel (M2-) M |